# Ефрем (Куцу)
Архимандрит Ефрем (греч. Αρχιμανδρίτης Εφραίμ, в миру Васи́лиос Куцу́, греч. Βασίλειος Κουτσού; род. 5 июня 1956, Перистерона, Газимагуса или Фамагуста) — архимандрит Константинопольской православной церкви, игумен (настоятель) Ватопедского монастыря на Афоне.

## Биография
Родился 5 июня 1956 года в Фамагусте на Кипре в многодетной семье Сотириса и Василики Куцу. В семье было пятеро детей и двое от первого брака Сотириса с его первой супругой — Пантели. После окончания гимназии поступил в семинарию святого Варнавы в Никосии.
В 1974 году, после турецкого вторжения на Кипр, семья вынуждена была переселиться в деревню Терсефану, близ Ларнаки. Отец и двое братьев были захвачены турками.
С 1974 по 1978 годы обучался в Богословской школе Афинского университета, а по её окончании вернулся на Кипр, где преподавал в семинарии святого Варнавы в Никосии. В 1979 году, посещая кипрские монастыри, познакомился с киприотом — старцем Иосифом Ватопедским, который после кончины своего духовного наставника Иосифа Старшего Исихаста проживал некоторое время на Кипре в монастыре Иереон в Пафосе. Став учеником Иосифа Ватопедского, Василиос переехал с образовавшимся братством на Афон, где первоначально пребывал в монастыре Кутлумуш, а в 1981 году переселился в Новый Скит.
В 1982 году принял монашество в братстве старца Иосифа в Новом скиту на Афоне и в 1983 году последовательно рукоположён во иеродиакона и иеромонаха.
С 1987 года братство старца Иосифа приняло на себя труды по возобновлению монашеской жизни в Ватопеде, в этой связи по благословению Константинопольского патриарха вся братия в 1989 году была размещена в Ватопеде, а обитель преобразована из идиоритмической в киновиальную. В марте 1990 года иеромонах Ефрем был избран первым настоятелем (игуменом) Ватопеда. В апреле 1990 года состоялось возведение иеромонаха Ефрема в сан архимандрита и интронизация его в должности настоятеля. На торжествах присутствовал архиепископ Афинский Христодул, митрополит Димитриадский, губернатор Афона Константинос Лулис, проэпистатис Афона старец Феоклит из монастыря Дионисиат.
После кончины в июле 2009 года старца Иосифа Ватопедского, стал духовником братства Ватопеда.
24 декабря 2011 года, по возвращении на Афон из России, где участвовал в принесении Пояса Божией Матери, был задержан греческими службами правопорядка и 28 декабря препровождён в тюрьму Коридаллос. Был обвинен в том, что в 2001—2008 годах монастырь Ватопед обменял озеро Вистонида (с 890 года озеро принадлежало монастырю, но затем было незаконно отобрано греческими властями) на севере Греции с прилегающими участками на принадлежавшую государству недвижимость стоимостью, по разным оценкам, более 100 миллионов евро. Представители церковных, государственных и общественных структур России и Греции обратились к руководству Греции, выразив озабоченность принудительными методами решения возникшей проблемы. МИД Греции, в свою очередь, отрицательно прореагировало на ноту российского МИДа. Регулярную духовную поддержку архимандриту Ефрему в тюрьме оказывал митрополит Месогейский Николай (Хаджиниколау).
30 декабря в Москве и Санкт-Петербурге у дипломатических представительств Греции начались пикеты протеста в поддержку заключённого (предварительное заключение по законодательству Греции может продолжаться до 1,5 лет), а председатель комитета Совета Федерации по международным делам Михаил Маргелов заявил о намерении России в январе 2012 года поднять вопрос о судьбе старца Ефрема на сессии ПАСЕ, если до этого времени вопрос не будет урегулирован. Вместе с тем, Константинопольский патриархат, в ведении которого находятся все афонские монастыри, призвал Русскую православную церковь и другие автокефальные церкви не вмешиваться в дело архимандрита Ефрема.
29 марта 2012 года апелляционный суд постановил заменить меру содержания под стражей на залог в 300 тысяч евро. Кроме того, игумену Ефрему запрещено отлучаться из своего монастыря и покидать территорию Греции, а также предписано регулярно отмечаться в полиции.
21 марта 2017 года был полностью оправдан судом.
Согласно публикации «The National Herald» от 12 октября 2018 года, посетил Белый дом в Вашингтоне, где имел встречи с должностными лицами аппарата Белого дома, а также с послом по вопросам международной религиозной свободы Сэмюэлем Браунбеком и другими сотрудниками Государственного департамента США; в ходе встреч рассказал о проблемах, с которыми сталкивается Вселенская патриархия, и разрушении турками церквей и святынь Кипра.
В начале февраля 2019 года как член делегации Вселенского патриархата прибыл в Киев на интронизацию митрополита Епифания (Думенко), был госпитализирован, 2 февраля был эвакуирован в Швейцарию для медицинского обследования.